# Nicrophorus herscheli
Nicrophorus herscheli (лат.) — вид жуков-мертвоедов из подсемейства могильщиков.
Видовое название дано в часть Иоганна Дитриха Гершеля (Johann Dietrich Herschel; 1755—1827) — музыканта и энтомолога, который провел ревизию европейских видов рода Nicrophorus в 1807 году.

## Описание
Голотип вида — самка (Sumatra, N. Sumatra, GngLeuser NP, Mt. Mamas, 1630 m, 7-10 августа 1983 года).
Надкрылья чёрного цвета с двумя оранжевыми перевязями, представленными крупными пятнами, широко прерванными по шву надкрылий. На переднем крае наличника располагается развитая кожистая кайма жёлто-бурого цвета. Надкрылья закрывают стридуляционные кили на пятом тергите брюшка. Передние лапки опушенные, пластинчато расширенные. Булава усиков двухцветная, вершинные членики оранжевого либо рыжего цвета. Микроскульптура пронотума изометрическая. Протонум у крупных самцов имеет почти квадратную форму. Переднеспинка покрыта по краям короткими редкими коричневыми или светло-коричневыми волосками. Область, прилегающая к вершине надкрыльев, — черного цвета.

## Ареал
Вид является эндемиком Суматры (Индонезия), где вид встречается только в северной части острова.

## Биология
Жуки являются некрофагами: падалью питаются как на стадии имаго, так и на личиночной стадии. Как и другие представители рода, жуки проявляют развитую заботу о потомстве — закапывают трупы мелких животных в почву и подготавливают для личинок питательный субстрат из падали. Из отложенных яиц выходят личинки с тремя парами малоразвитых ног и группами из 6 глазков с каждой стороны. Интересной особенностью является забота о потомстве: хотя личинки способны питаться самостоятельно, родители растворяют пищеварительными ферментами ткани трупа, готовя для них питательный «бульон».